# Liste schweizerischer Erfinder und Entdecker
Die Liste schweizerischer Erfinder und Entdecker ist eine Liste von Erfindern und Entdeckern aus der Schweiz in alphabetischer Reihenfolge des Familiennamens.

## Liste

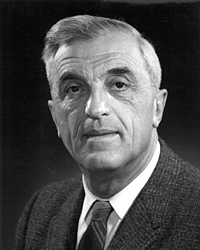
Felix Bloch

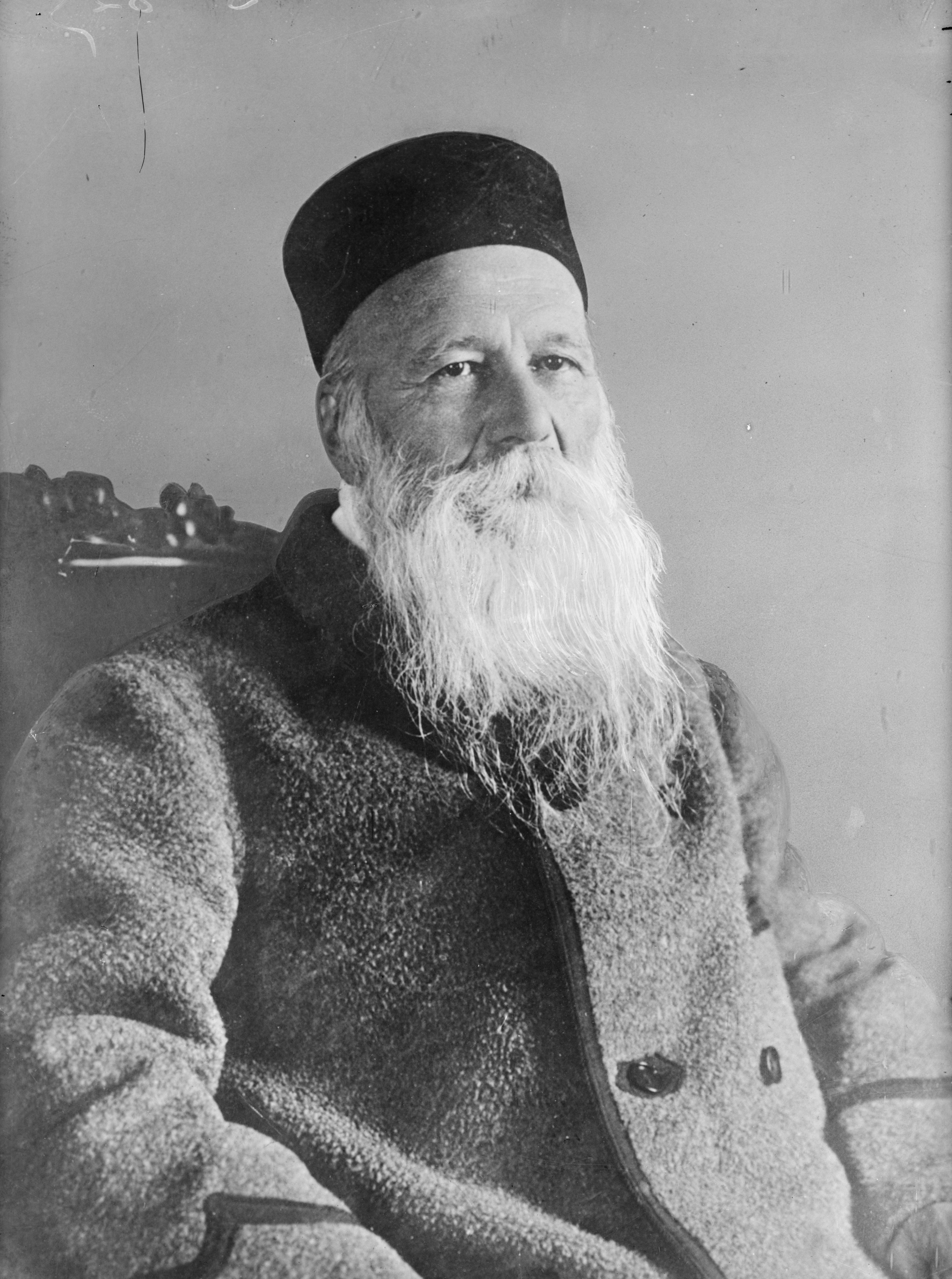
Henry Dunant, 1901

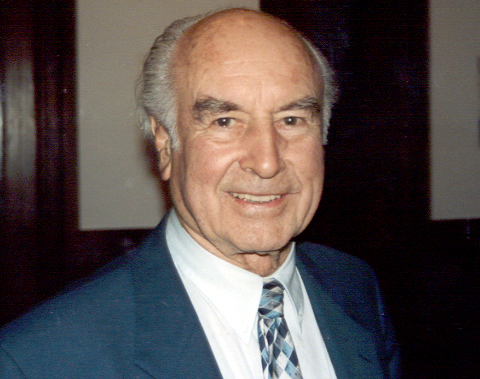
Albert Hofmann

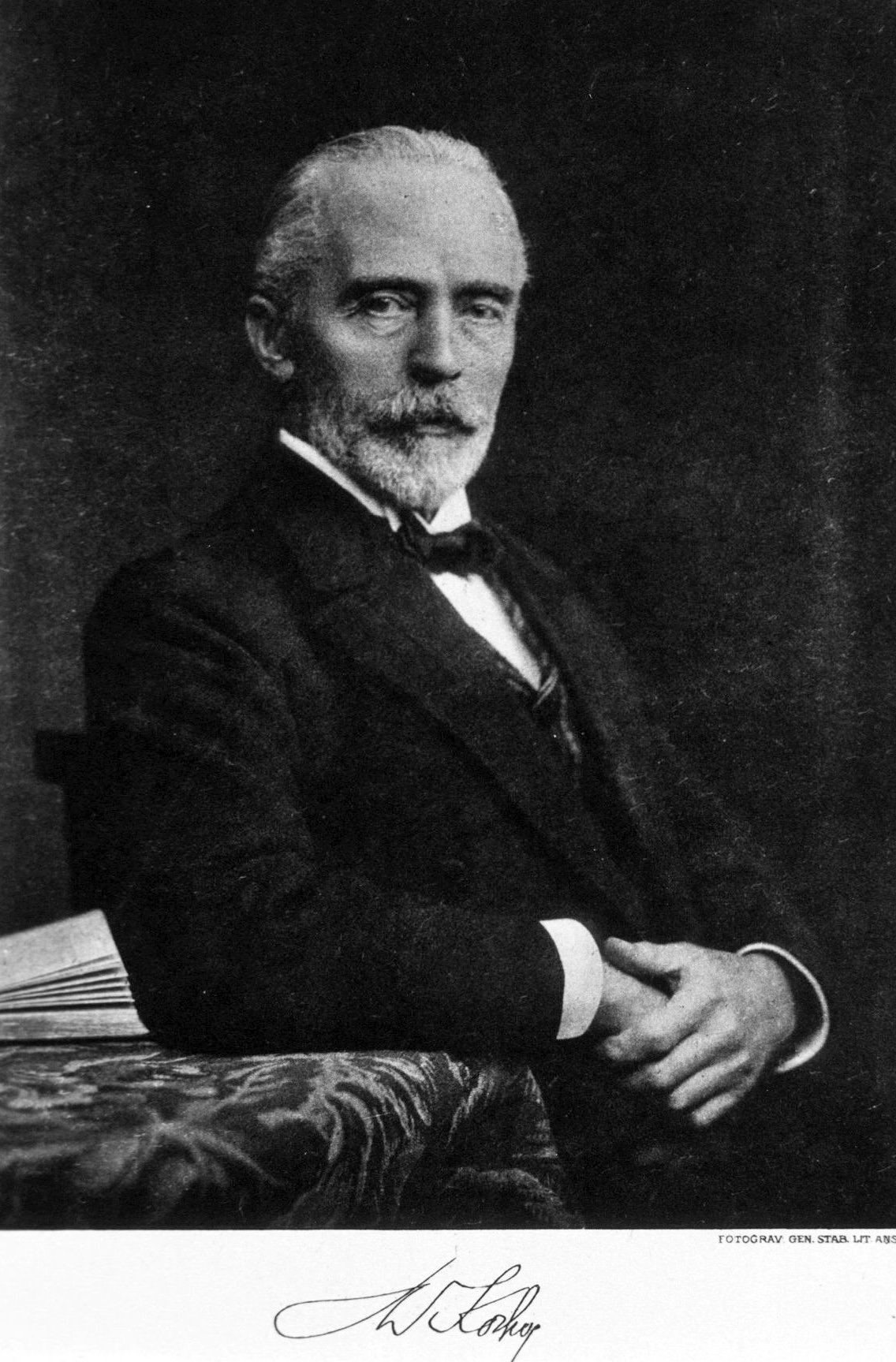
Emil Theodor Kocher

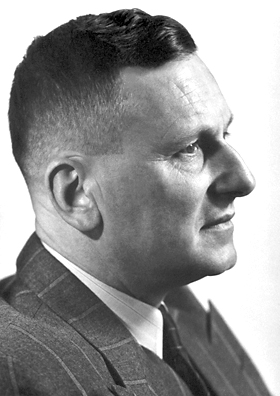
Paul Hermann Müller

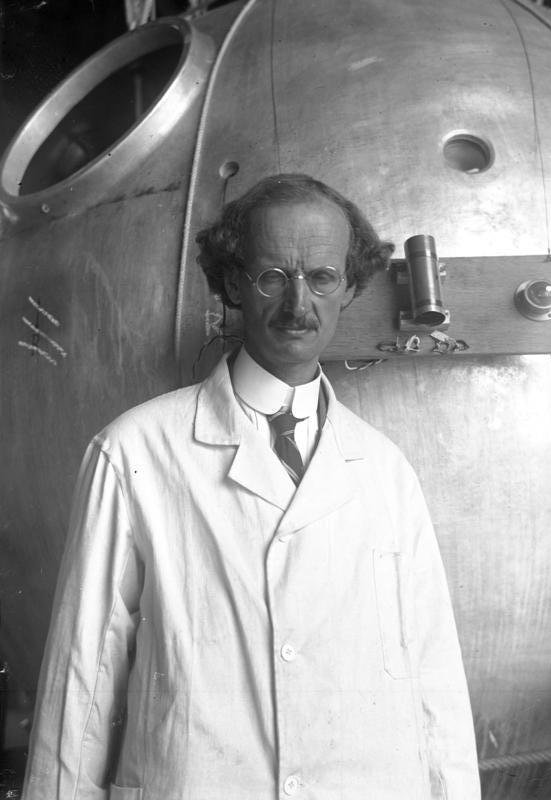
Auguste Piccard

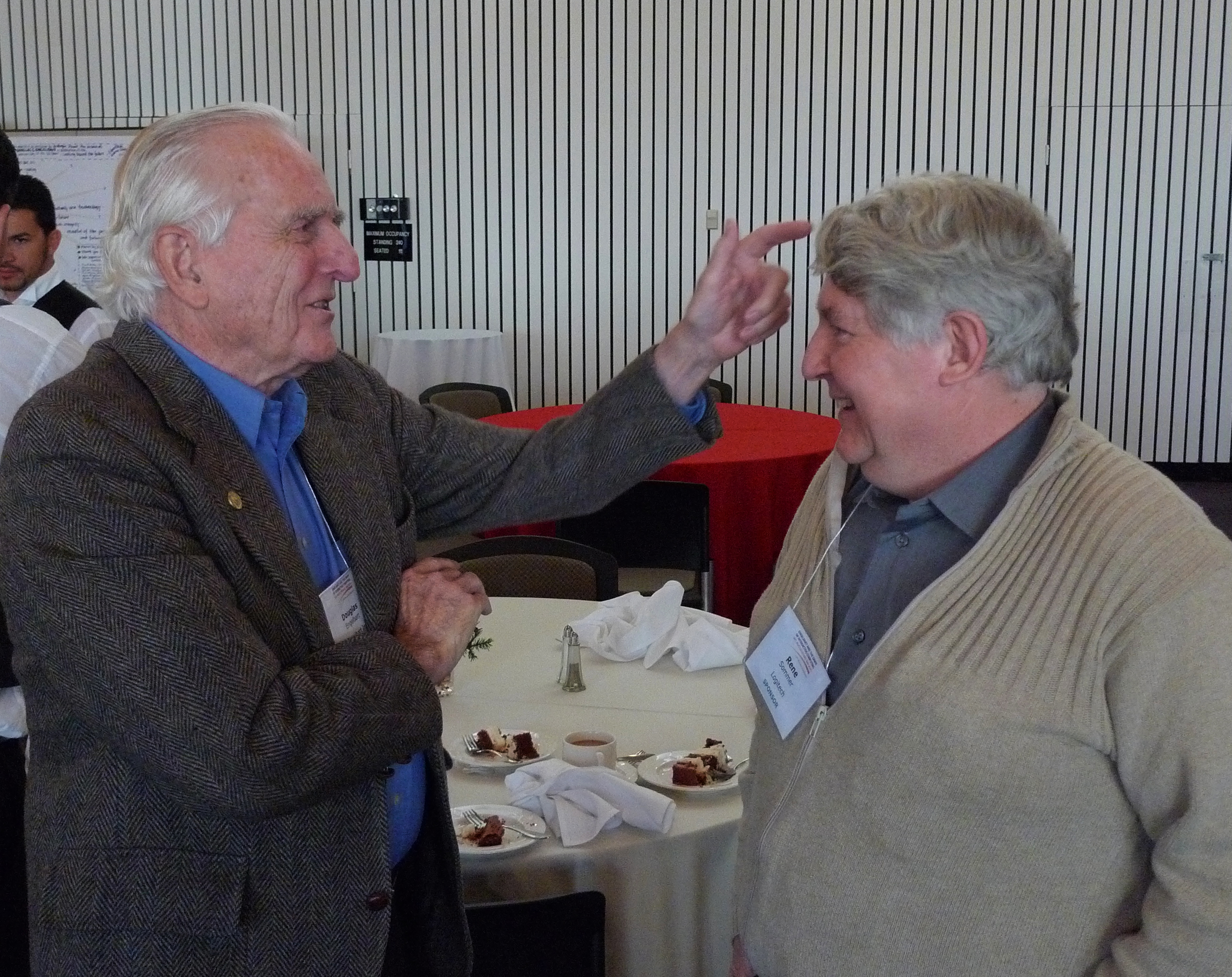
René Sommer (rechts) mit Douglas Engelbart (links)

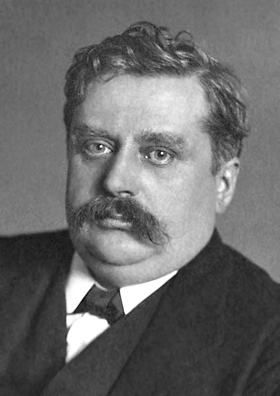
Alfred Werner

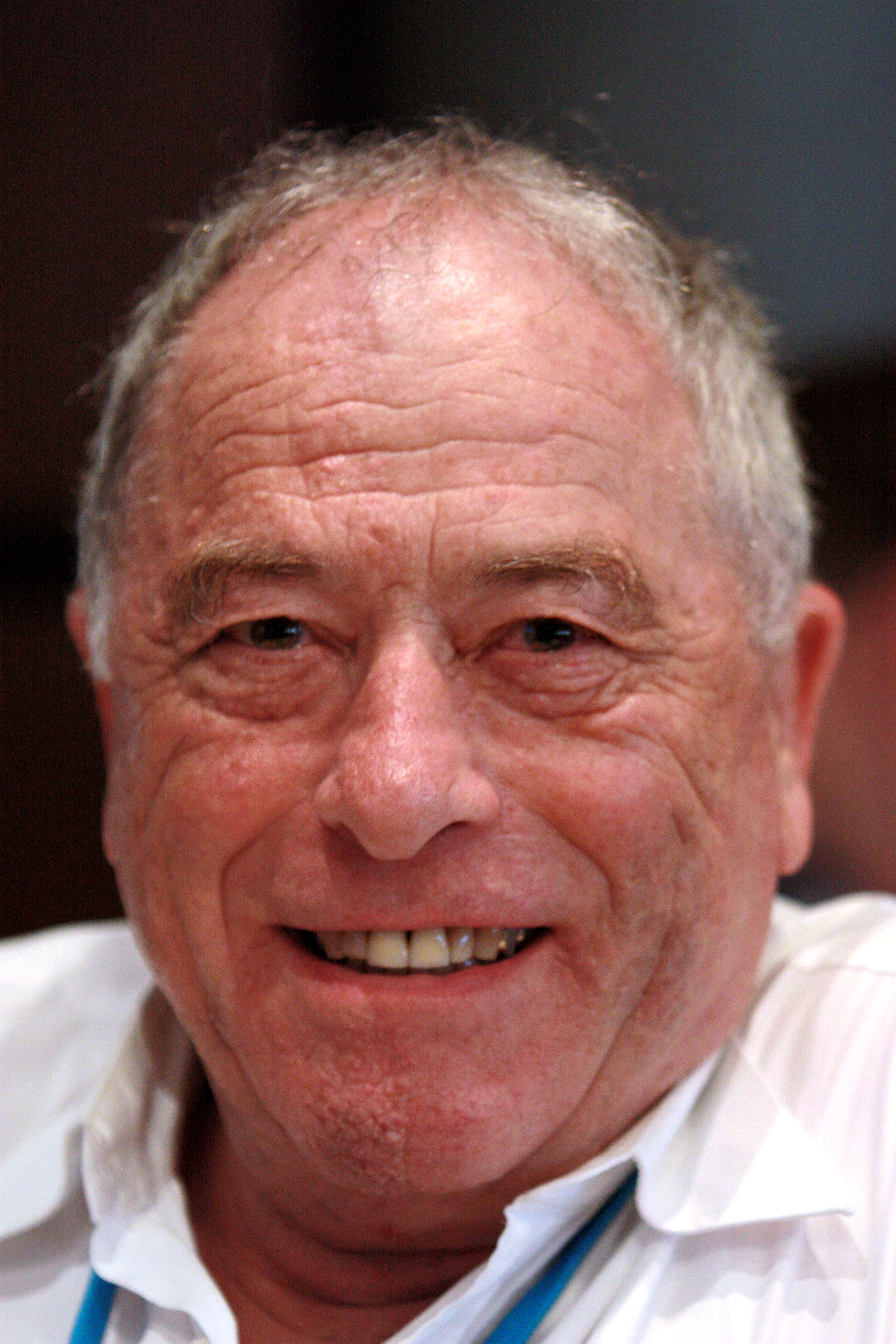
Kurt Wüthrich

### A
- Carl Roman Abt, Erfinder des Abt-Systems
- Jakob Amsler-Laffon, Erfinder des Polarplanimeters
- Werner Arber, Nobelpreisträger, Mitentdecker der Restriktionsenzyme und ihre Anwendung in der Molekulargenetik
- Aimé Argand, Entdecker der Argand-Lampe

### B
- Johann Jakob Balmer: Mathematische Gesetzmäßigkeit der Balmer-Serie
- Otto Bayard: Vater der Jodprophylaxe
- Daniel Bernoulli: Bernoulli-Effekt
- Maximilian Bircher-Benner, Erfinder des modernen Müslis
- Felix Bloch, Nobelpreisträger, Entdecker der Bloch-Gleichungen, Blochkugel und Bloch-Funktion
- Johann Georg Bodmer, Ingenieur
- Daniel Bovet, Nobelpreisträger, Entdeckungen im Zusammenhang mit synthetischen Verbindungen, die die Aktivität gewisser Substanzen im Körper hemmen, und speziell für Untersuchungen von deren Wirkung auf das Gefäßsystem und die Skelettmuskulatur; Entdeckung von Antihistaminen, die Neurotransmitter-Histamine blockieren.
- Jean Louis Burckhardt: Entdecker der Nabatäerstadt Petra im südlichen Jordanien und des nubischen Tempels von Abu Simbel in Ägypten
- Jost Bürgi: Erfinder der Zwischenaufzugsvorrichtung (Remontoir) sowie des Sekundentakts bei Uhren und Schöpfer der Logarithmentafel
- Jacques E. Brandenberger, Erfinder des Cellophans

### D
- Jakob Degen: Flugpionier
- Henry Dunant, Nobelpreisträger, Mitgründer des Roten Kreuzes

### E
- Albert Einstein (Deutschland/Schweiz/Vereinigte Staaten): Nobelpreisträger (1921); theoretischer Physiker. Seine Forschungen zur Struktur von Raum und Zeit sowie dem Wesen der Gravitation veränderten maßgeblich das physikalische Weltbild.
- Richard R. Ernst, bahnbrechende Beiträge zur Entwicklung der hochauflösenden magnetischen Kernresonanz-Spektroskopie (NMR)
- Leonhard Euler: Entdecker der Eulerschen Vermutung, der Eulerschen Kreiselgleichungen und Eulerschen Bewegungsgleichung; ein großer Teil der heutigen mathematischen Symbolik geht auf Euler zurück (z. B. e, π, i, Summenzeichen ∑, f(x) als Bezeichnung eines Funktionstermes).

### F
- Jérôme Faist, Erfindung eines Hochleistungs-Quanten-Kaskaden-Laser
- Antoine Favre-Salomon, Uhrmacher, entwickelte eine Uhr mit Musiktönen
- Edmond Henri Fischer, Nobelpreisträger; Entdeckung der Mechanismen, welche die Stoffwechselvorgänge in Organismen steuern

### G
- Hermann Geiger, Erfinder einer Landetechnik für Schneehänge, um in Not geratene Bergsteiger zu retten
- Charles Édouard Guillaume, Nobelpreisträger, Verdienste auf dem Gebiet der Präzisionsmessung in der Physik und für seine Entdeckung der Eigenheiten der Stahl-/Nickelverbindung
- Michael Grätzel, Erfinder der Grätzel-Zelle
- Gustav Guanella, Erfinder eines Verfahrens zur Übermittlung von Nachrichten, die mit Hilfe von Steuersignalen verschleiert werden

### H
- Walter Rudolf Hess, Entdecker der funktionalen Organisation des Zwischenhirns für die Koordination der Tätigkeit von inneren Organen
- Wilhelm His, Entdecker des Mikrotoms
- Albert Hofmann, Entdecker des LSD

### K
- Paul Karrer, Nobelpreisträger, Forschung über Vitamine
- Emil Theodor Kocher, Nobelpreisträger, Forschung in der Physiologie und Pathologie, Erfinder der Kocherklemme

### M
- Henri Martin: Chemiker, Glyphosat, 1950
- Hans Maurer: Erfinder des Dusch-WCs
- Georges de Mestral, Erfinder des Klettverschlusses
- Friedrich Miescher, Entdecker des Nukleinsäure, DNA, 1868
- Max Morgenthaler, Erfinder des Nescafés
- Karl Alexander Müller, Nobelpreisträger, Entdeckung von Supraleitung in keramischen Materialien
- Paul Hermann Müller, Entdeckung der starken Wirkung von DDT als Kontaktgift gegen mehrere Arthropoden

### N
- Jean-Daniel Nicoud, Erfinder des Computersystems Smaky

### P
- Paracelsus, Entdecker des Laudanums
- Roger Perrinjaquet, Erfinder des Pürierstabs
- Jean Samuel Pauly, Erfindungen im Bereich der Munitionspatronen
- Jean Piaget, Entwickler der genetischen Epistemologie (empirische Psychologie/Philosophie)
- Auguste Piccard, Erfinder des Bathyscaphs
- Alois Pollinger, Erfinder der Abseiltechnik mit doppeltem Seil
- Vladimir Prelog (Nobelpreis), Arbeiten über die Stereoisomerie von organischen Molekülen; Mitentdecker der Cahn-Ingold-Prelog-Konvention

### R
- Jacob Christoph Rad, Erfinder des Würfelzuckers
- Tadeus Reichstein, Entdecker des Reichsteinprozesses; Entdeckungen bei den Hormonen der Nebennierenrinde, ihrer Struktur und ihrer biologischen Wirkungen
- Adolph Rickenbacher (1887–1976), USA/Schweiz – E-Gitarre (gemeinsam mit George Beauchamp)
- Niklaus Riggenbach, Erfinder des Zahnradbahnsystems Riggenbach (Leiterzahnstange) und der Gegendruckbremse

### S
- Martin Schadt, Pionier auf dem Gebiet der Flüssigkristallanzeigen
- Hans Jakob Schmid, Erfinder des Photochromdrucks
- Jacob Schmidheiny, Erfinder des Verfahrens zur Herstellung von Strangfalzziegel
- René Sommer, Miterfinder der Computermaus

### T
- René Thury, Pionier der Elektrotechnik. Er galt in der Fachwelt als «König des Gleichstroms».

### W
- Alfred Werner (Nobelpreis), Arbeiten über die Bindungsverhältnisse der Atome im Molekül, wodurch er ältere Forschungsgebiete geklärt und neue erschlossen hat, besonders im Bereich der anorganischen Chemie
- Niklaus Wirth, Erfinder der Programmiersprache Pascal
- Kurt Wüthrich (Nobelpreis), Strukturaufklärung von Proteinen mittels kernmagnetischer Resonanzspektroskopie

### Y
- Alexandre Émile Jean Yersin, Mediziner, entdeckte 1894 das Bakterium Yersinia pestis, den Erreger der Pest

### Z
- Rolf M. Zinkernagel: (Nobelpreis), Mitentdecker, wie das Immunsystem virusinfizierte Zellen erkennt
- Thomas Zurbuchen: Astrophysiker und Wissenschaftsdirektor der NASA
- Fritz Zwicky: er entdeckte die kompakten Galaxien, stellte 1938 als erster die Hypothese auf, Supernova-Explosionen seien die Folge eines Gravitationskollapses, und begründete zu diesem Zweck zusammen mit Walter Baade die Theorie, dass Supernovae Neutronensterne erzeugen könnten. Weiterhin wandte er 1933 als erster das Virialtheorem auf Galaxienhaufen an